# Byfjorden (Hordaland)
60°24′N 5°15′Ø / 60.400°N 5.250°Ø
 For alternative betydninger, se Byfjorden. (Se også artikler, som begynder med Byfjorden)
Byfjorden er en fjord mellem Askøy og Bergen, som går ind til centrum af Bergen. Fjorden strækker sig 16 km på sydsiden og østsiden af Askøy. Fjorden er en fortsættelse af Hjeltefjorden.
Det sydvestlige indløb til fjorden ligger mellem Nørre Drotningsvik i syd, hvor Sotrabroen går vestover til Sotra, og Hjeltaneset på Askøy i nord. 2,5 km inde i fjorden krydser Askøybroen med en længde på 1.057 meter og en gennemsejlingshøjde på 62 meter. Det største spænd på broen er 850 meter, som er det længste i Norge. Lige indenfor broen, på nordsiden, ligger Kleppestø, kommunecenteret i Askøy kommune. Herfra deler fjorden sig i to, en sydpå til centrum af Bergen og en nordover langsmed Askøys østside.
Den sydlige del går ind til Vågen i centrum af Bergen på østsiden af næsset Nordnes, mens Puddefjorden går sydpå mellem Nordnes og bydelen Laksevåg. Inderst i fjorden ligger Solheimsviken og Store Lungegårdsvannet.
Mellem øgruppen Florvågøyna udfor Florvåg på Askøy og Breiviken fortsætter fjorden nordpå. Netop ved øgruppen ved Florvåg fandt Norges måske største søslag sted 3. april 1194 mellem kong Sverre og "ø-skæggene" fra Orknøerne. Slaget endte med sejr for kong Sverre, som på den tid havde rejst sin borg i Bergen.
Eidsvågnæsset ligger på østsiden og herfra strækker Eidsvågen sig 2,5 km indover til Eidsvåg. Ret vest for Eidsvågnæsset ligger landsbyen Erdal på Askøy. Nord for Eidsvågen ligger Tertnes, som er en del af bydelen Åsane. Fjorden ender mellem Askenæsset på Askøy og Mjølkeråen. Her møder den Herdlefjorden fra nordvest, og sammen fortsætter de som Salhusfjorden videre nordøstpå.
En lang række skibsvrag er stedt til hvile i fjorden. Søslaget på byfjorden 12. august 1665 varede i tre timer og endte med, at den engelske flåde flygtede fra Bergenhus fæstnings og de hollandske skibes kanonild. En tysk ubåd bygget af Krupp gik ned i februar 1945, og alle omkom.